# Mitt hjärta, sjung halleluja
Mitt hjärta, sjung halleluja är en körsång från 1899 med text och musik av Otto Lundahl.

## Publicerad i
- Frälsningsarméns sångbok 1929 som nr 161 i kördelen under rubriken "Jubel, strid och erfarenhet".
- Frälsningsarméns sångbok 1968 som nr 169 i kördelen under rubriken "Jubel, strid och erfarenhet".
- Frälsningsarméns sångbok 1990 som nr 854 under rubriken "Glädje, vittnesbörd, tjänst".